# Oltrarno
Oltrarno, llamado también Diladdarno en dialecto, es un barrio de la ciudad italiana de Florencia que se encuentra a la orilla izquierda del río Arno. Forma parte del centro histórico de Florencia, declarado Patrimonio de la Humanidad en 1982, incluyendo distritos célebres como Santo Spirito y San Frediano. En Oltrarno hay monumentos, jardines, museos y edificios únicos en el mundo, como el Palazzo Pitti, la Basílica de Santo Spirito o los Jardines Bóboli.

## Historia
Ya en época tardo romana existía un pequeño asentamiento en esta orilla donde llegaba el extremo del anterior puente al Ponte Vecchio. En esta zona vivían, sobre todo, comerciantes y gente de paso, entre los cuales destaca una colonia siria que fundó la iglesia de Santa Felicità. Con la expansión de la ciudad a principios de la Edad Media, gracias también a un periodo de paz generalizada, se desarrollaron burgos fuera de los muros que luego serían incluidos en las nuevas murallas.
El barrio de Oltrarno fue la última zona de Florencia en ser integrada en el sexto círculo de muros, que fue completado en 1333. La construcción de dos nuevos puentes, a partir del siglo XIII, evidencia que esta zona contaba con muchos habitantes. En ella vivían sobre todo obreros y artesanos. Con el tiempo, la zona se convirtió en una vía alternativa para los peregrinos que iban a Roma, de modo que surgieron así numerosos albergues y alojamientos desde el Ponte Vecchio a la actual Porta Romana.
Un cambio drástico se dio a finales del siglo XV cuando las familias ricas florentinas empezaron a considerar esta zona como un espacio donde construir sus palacios y monumentales residencias. Entre los nuevos residentes se encontraba la familia Pitti, que levantaron la parte central del Palazzo Pitti. Fue con la llegada de la familia Medici en 1550 que la zona se hizo casi obligatoria para la nueva nobleza de la ciudad. En este periodo surgieron numerosos edificios en las calles Romana, Maggio y dei Serragli que cambiaron completamente su aspecto.
En 1865, y a consecuencia del establecimiento de Florencia como nueva capital de Italia, se realizaron importantes obras, como la realización del Piazzale Michelangelo y el corte del viale Michelangelo en las colinas, que era la zona de residencia de lujo de la nueva alta burguesía del siglo XIX. 
A pesar de todo, el barrio nunca ha tenido un desarrollo caótico y hoy en día se respira todavía la atmósfera tradicional más auténtica de la ciudad.

## Aburguesamiento y resistencia

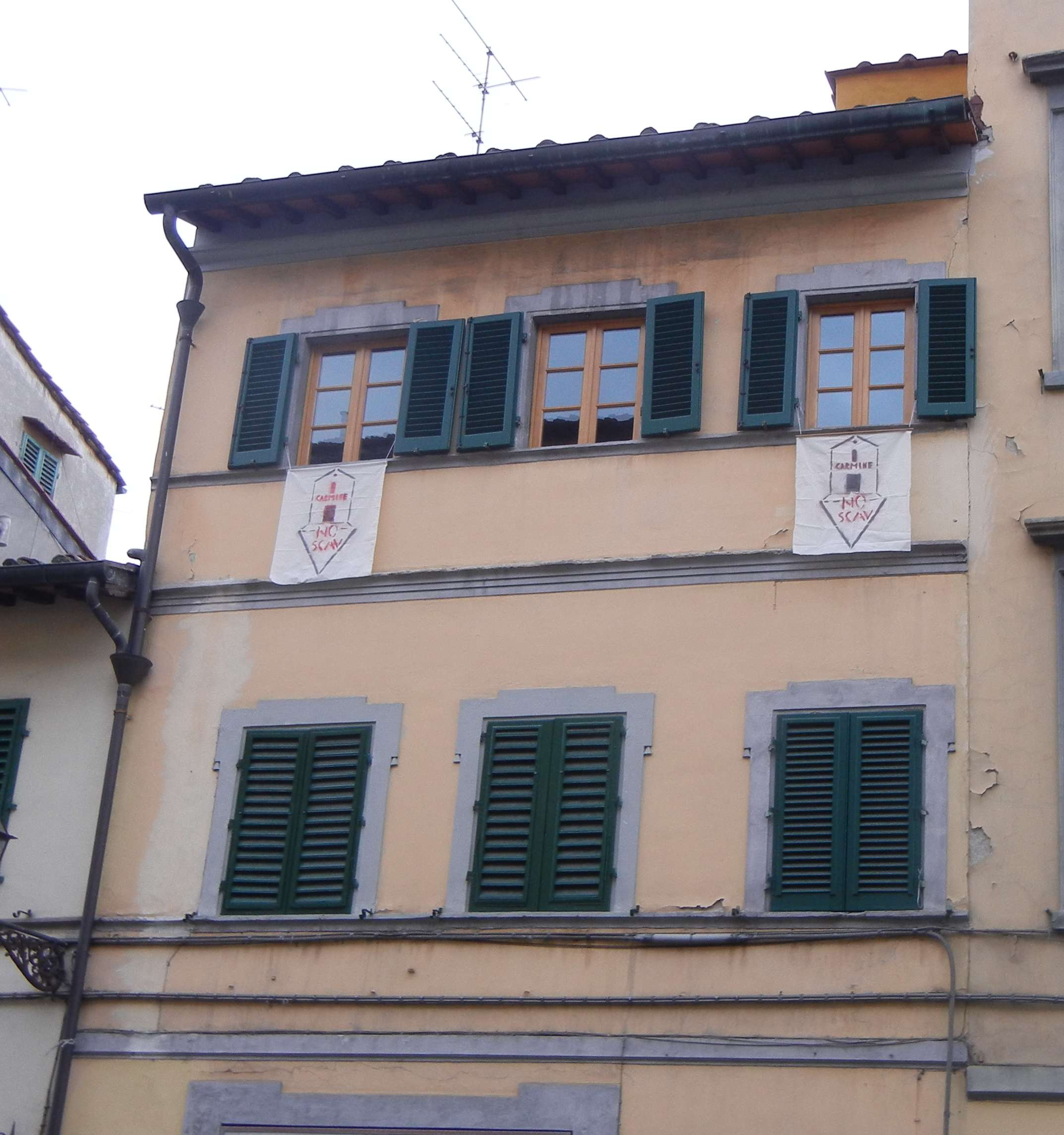
Carteles "NoScav" en las ventanas.

En los últimos años, Oltrarno ha sufrido transformaciones debido a la llegada de clases sociales ricas, a veces residentes solo por breves periodos de tiempo, pero sobre todo debido a la industria turística y de entretenimiento.
En noviembre de 2011, la oficina de restauración urbana de Florencia promovió un proyecto, aún no realizado, para transformar el ex-gasómetro en un centro spa privado con restaurantes, destinado a los turistas.
Algunos meses después, la Confesercenti lanzó el Proyecto Oltrarno, con el objetivo de equiparar Oltrarno a los demás barrios, abriéndolo al turismo de masas.
En otoño de 2012, el barrio, casi sin espacios verdes, perdió el jardín-ludoteca Nidiaci, histórico estudio del escultor Emilio Santarelli, convertido en 1923 en espacio infantil. La adquisición a través de subasta del edificio por parte de una inmobiliaria causó el cierre a los habitantes, lo que provocó las protestas de los vecinos. La parte que se conserva del jardín Nidiaci está gestionada voluntariamente por una asociación de padres y residentes de la zona.
En mayo de 2012, la sociedad Firenze Parcheggi presentó un proyecto para la construcción de un aparcamiento subterráneo bajo la Plaza del Carmine, que habría sustituido los 247 sitios actualmente a disposición de los residentes por 201 (65 en venta a los residentes, los otros rotativos), aumentando así el flujo del tráfico. El proyecto se presentó como una liberación de coches en la plaza, y percibido como un intento de amenaza a la estabilidad arquitectónica de monumentos de primera importancia histórica.
Nació así el movimiento "NoScav", con la colocación de carteles en las ventanas de los edificios. Este movimiento vecinal se creó en torno al preexistente Comitato Oltrarnofuturo, uniendo la protesta contra el aparcamiento subterráneo a la cuestión del Nidiaci y a la cuestión de los tres edificios levantados por un constructor en Via della Chiesa. 
La fuerte resistencia vecinal hizo que el proyecto del aparcamiento se suspendiera temporalmente, a la espera de un acuerdo entre todas las partes.

## Monumentos
Son muchos los ejemplos de arquitectura religiosa presentes en Oltrarno y, entre estos, hay que citar la Capilla Brancacci, el Cenáculo de Santo Spirito, la iglesia de San Felice in Piazza, la iglesia de San Jacopo, la Basílica de San Miniato al Monte, etc.
En Oltrarno hay también arquitectura militar, que se puede observar en los muros renacentistas y en las puertas fortificadas: Porta Romana, Porta San Fernando, Porta San Giorgio, Porta San Miniato y Porta San Niccolò. 

## Cines y teatros
Hasta los años noventa, en Oltrarno había diversas actividades, tanto teatrales como cinematográficas. Entre las más significativas estaba el Cine Universale, más allá de Porta San Frediano. Otros cines, actualmente cerrados, eran el Arlecchino (que en los años 80 cambió la programación de cine infantil por cine adulto, dando lugar al chiste "los niños han crecido y el cine se ha adaptado"), el Eolo, transformado primero en bingo y después abandonado, y el Cine Goldoni. El Cine Teatro Artigianelli continuó la programación hasta que fue cerrado para convertirse en laboratorio artesano. 
En cuanto a la actividad teatral, también fue activa hasta los años 80. El Rondò di Bacco o el Rinuccini también forman parte de los teatros hoy cerrados.
Después de años de trabajo, ha sido reabierto el Teatro Goldoni, edificio de finales del siglo XIX, que hoy alberga el Maggio Musicale Fiorentino.  
Otros teatros renovados, aunque no plenamente activos (excepto el Teatro di Cestello) son el Cantiere Goldonetta, el Teatro Cantiere Florida, el Teatro Everest y el Teatro dell'Affratellamento.

## Galería

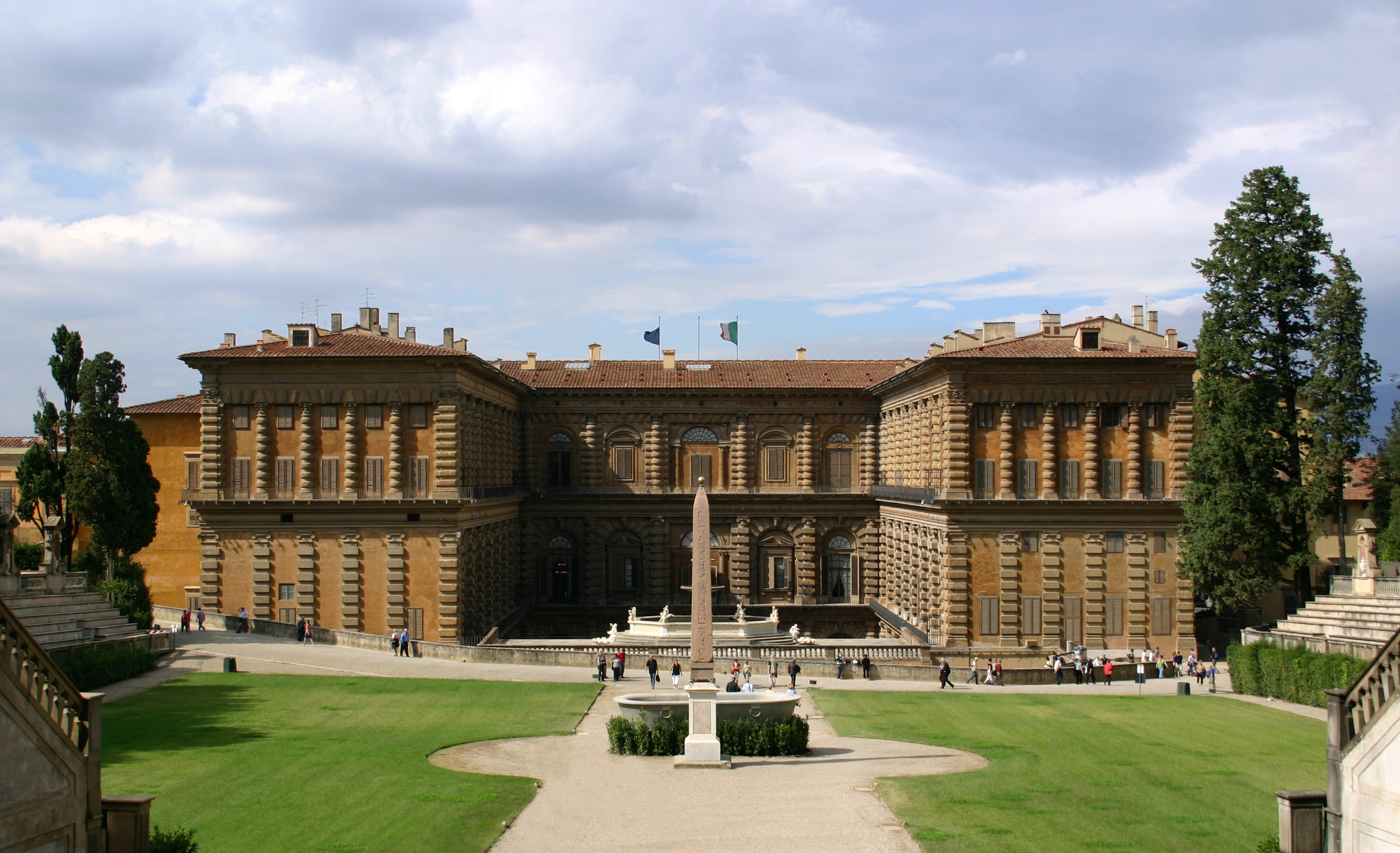
Fachada del Palacio Pitti en los Jardines Bóboli
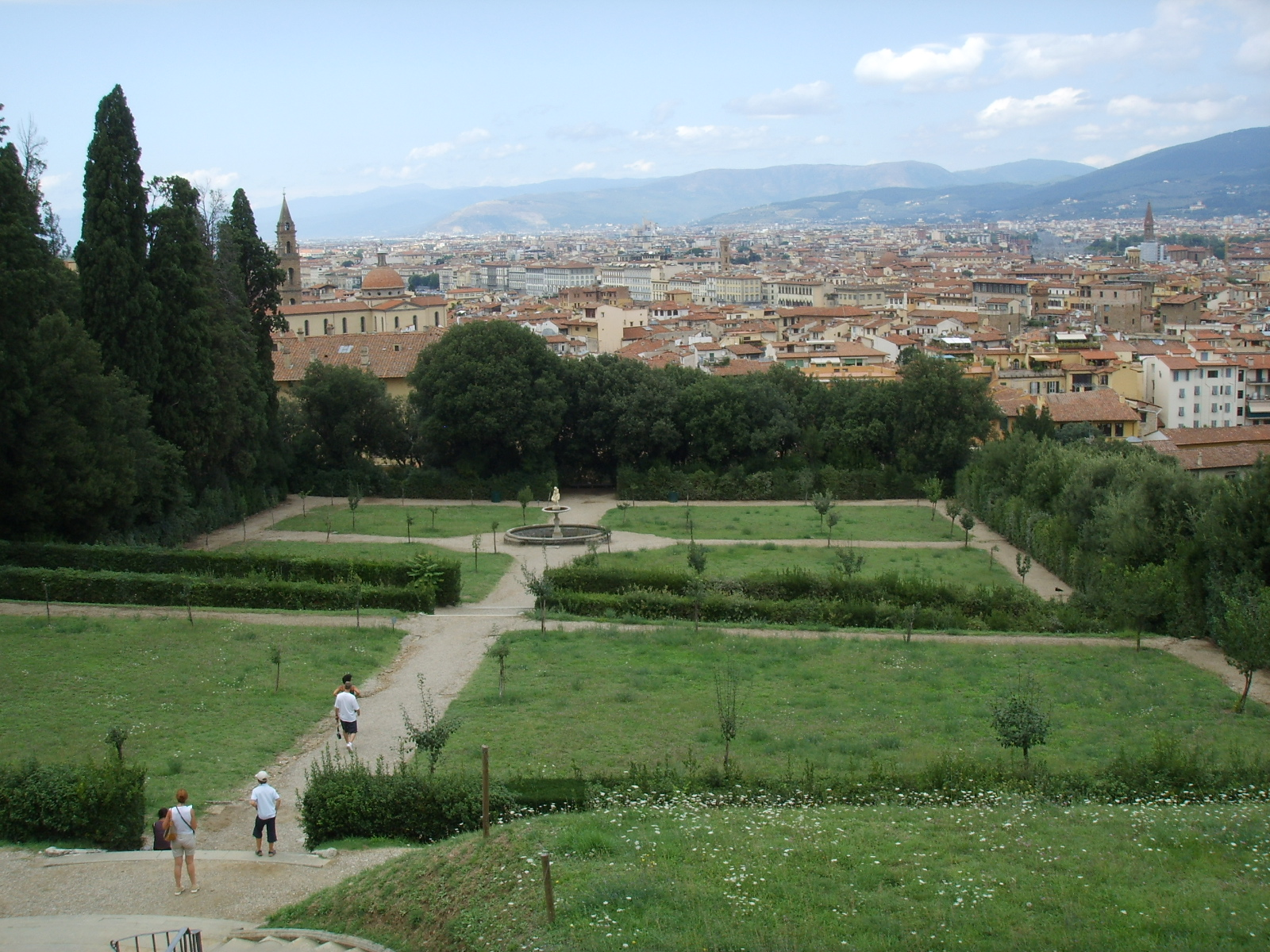
Vista desde la Kaffeehaus de los Jardines Bóboli
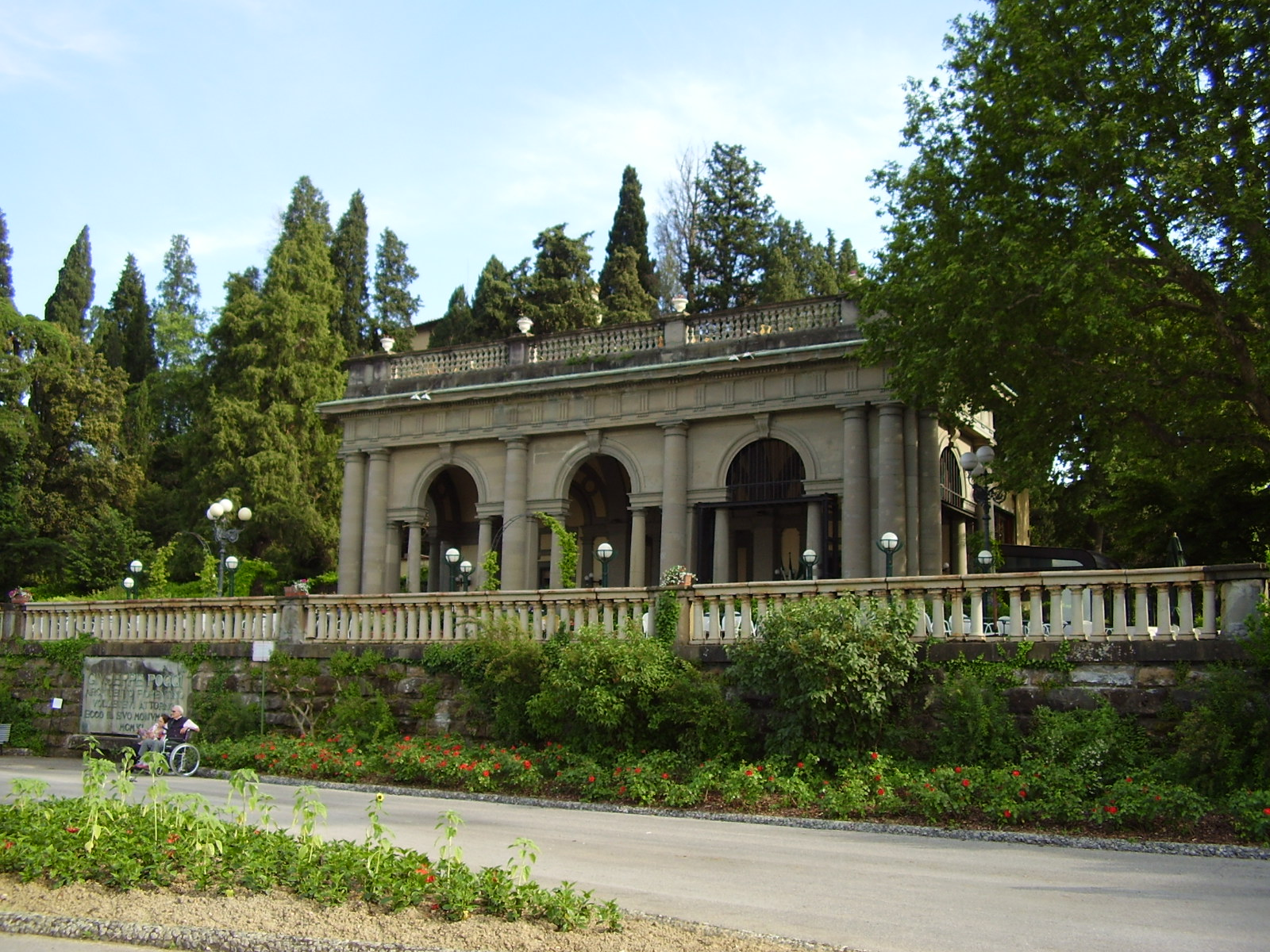
Loggia del Poggi en Piazzale Michelangelo
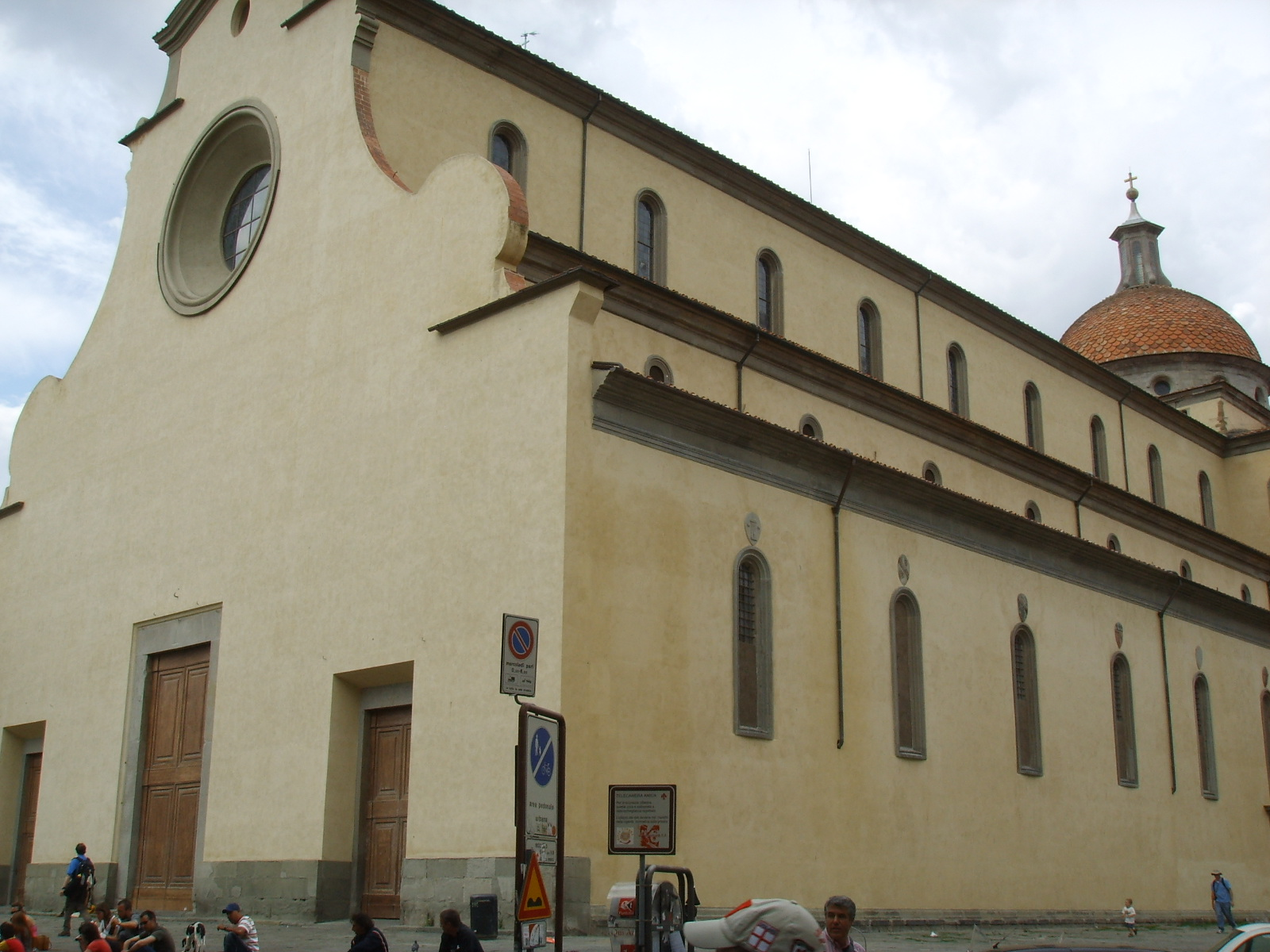
Basilica di Santo Spirito
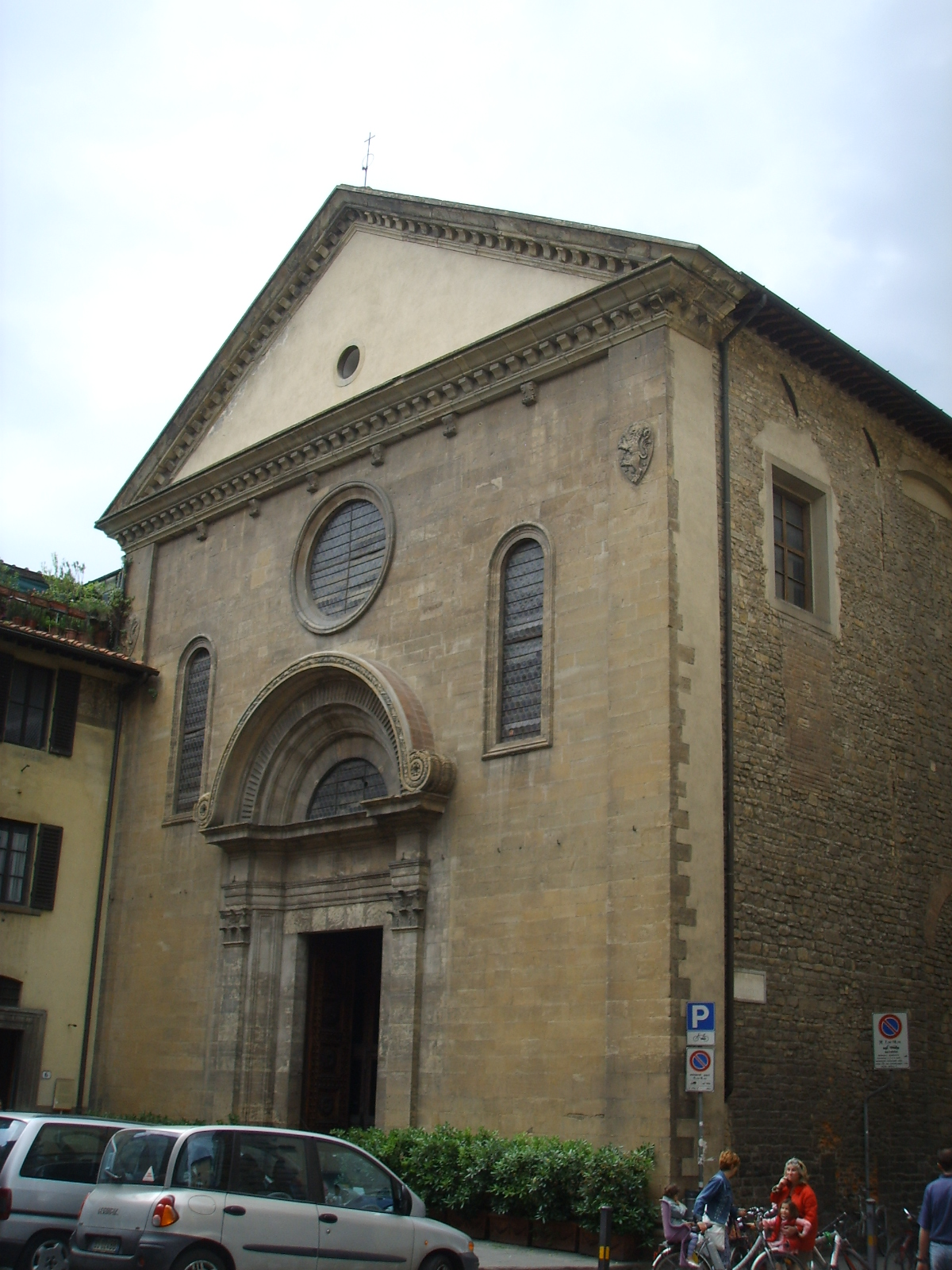
Iglesia de San Felice in Piazza
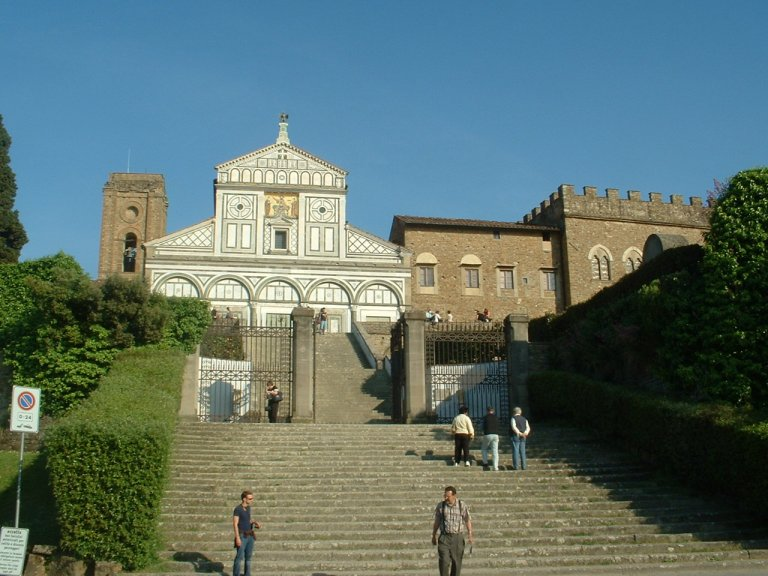
Basílica de San Miniato al Monte
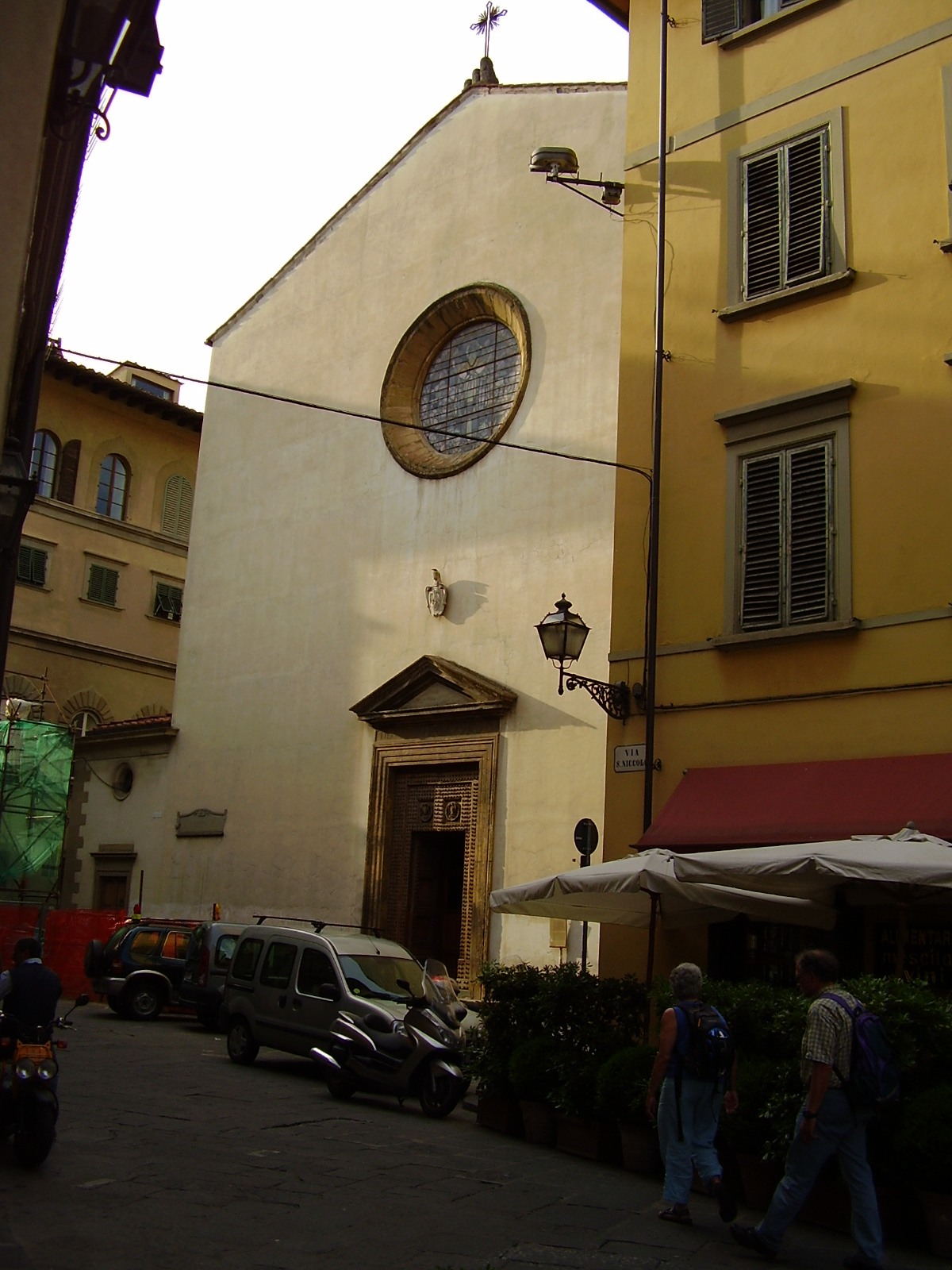
Iglesia de San Niccolò Oltrarno
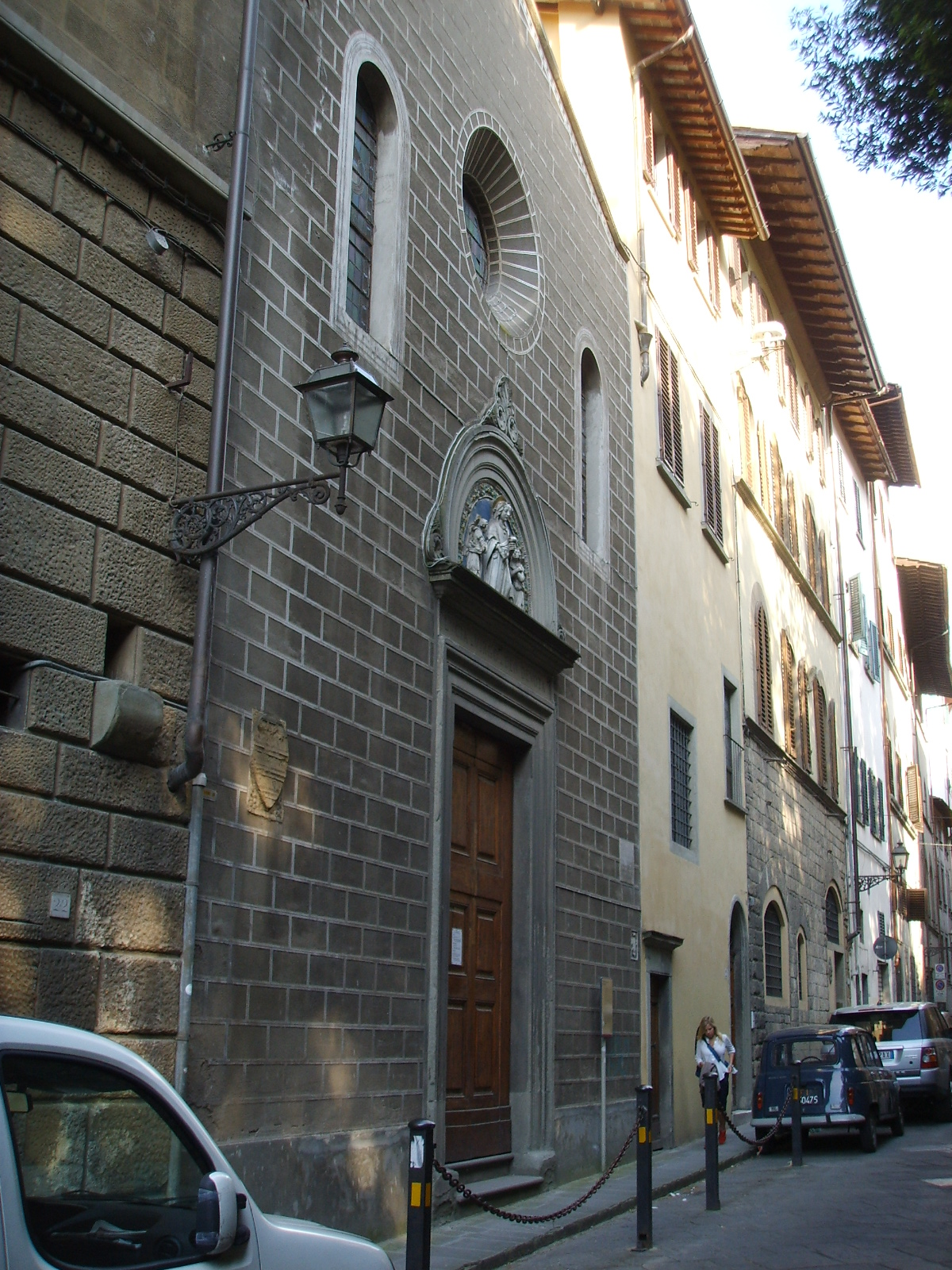
Iglesia de Santa Lucía dei Magnoli
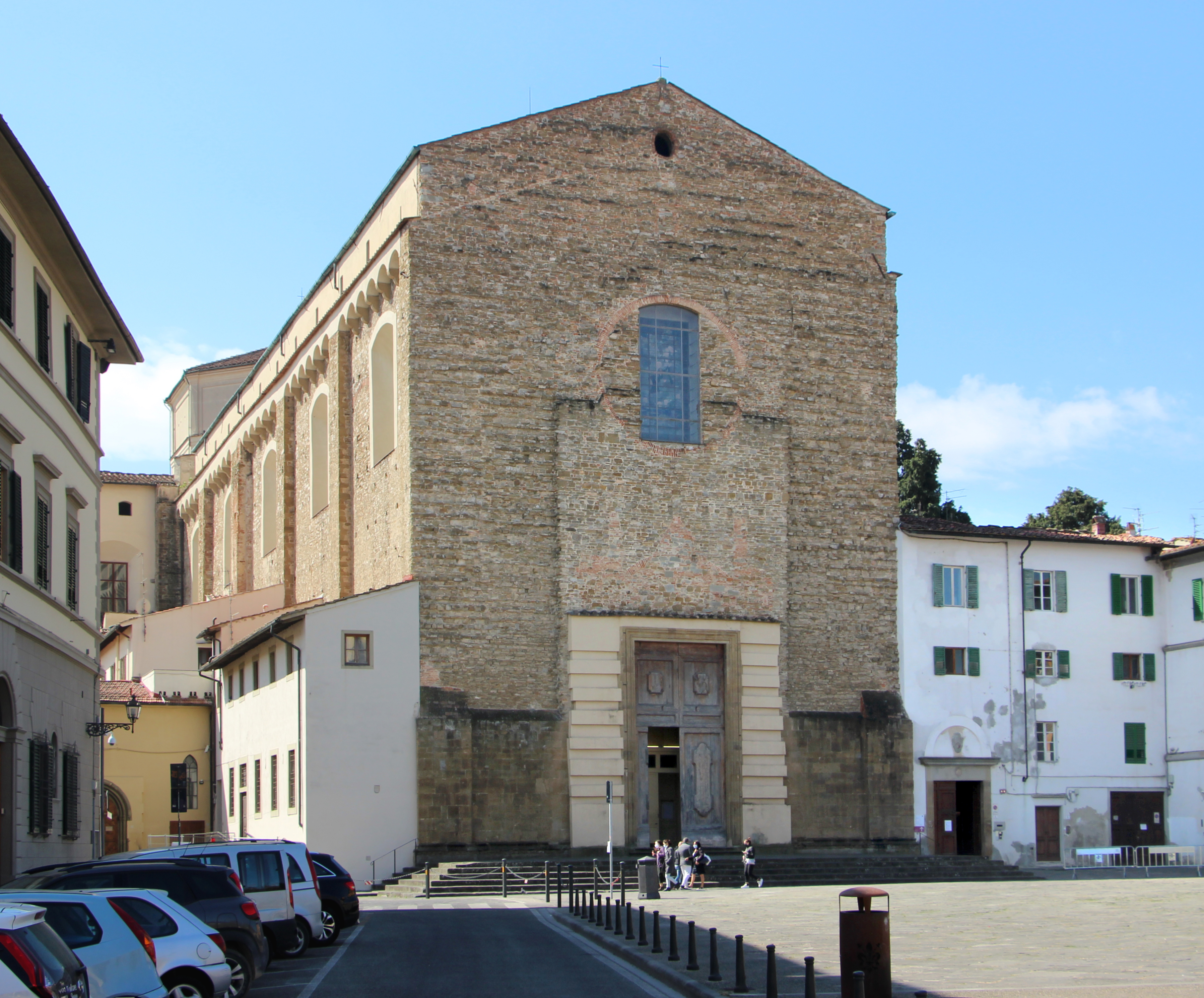
Basílica de Santa Maria del Carmine
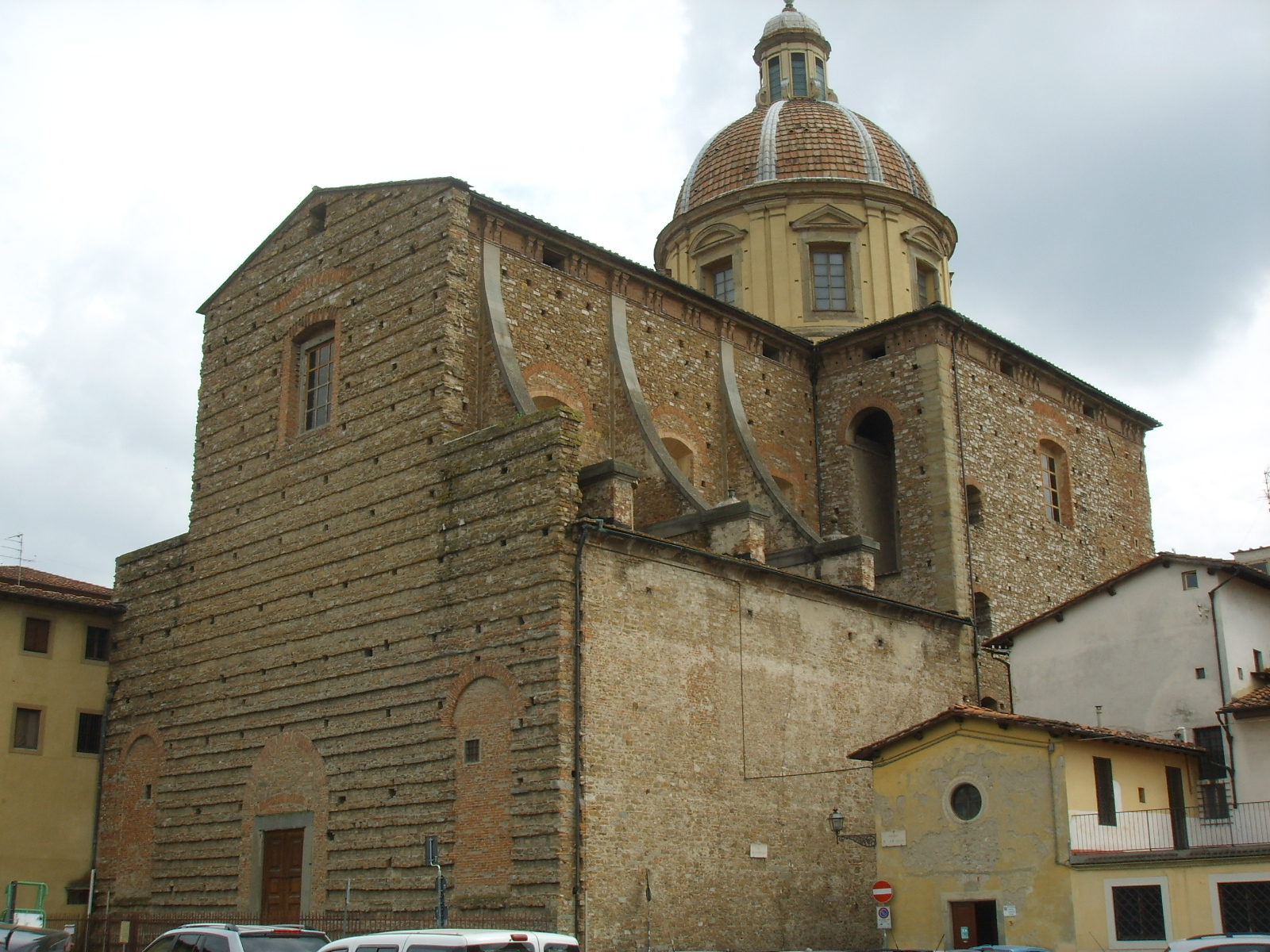
Iglesia de San Frediano in Cestello